# Stuart Oliver
Stuart Oliver, né le 2 juillet 1963 à Hexham, est un pilote d'automobile et de camions britannique.

## Biographie
Il remporte le Championnat d'Europe de courses de camions en 2004 dans la catégorie Race-Trucks, sur MAN TGA, après avoir été troisième dans la même série la saison précédente aussi sur un MAN.
Il est également multiple champion de Grande-Bretagne dans sa discipline, en 1995, 1999, 2000, 2001, 2002, 2003, 2004, 2007, 2008, 2009 et 2010 (soit 11 trophées), après avoir terminé troisième lors de sa première saison en 1994 avec déjà le titre de Pilote professionnel de l'année.
En 2008 il évolue aussi en championnat britannique des voitures de tourisme, avec le BTC Racing sur Lexus IS200.
En 2014 il remporte sur une journée les deux manches (l'une en sprint, l'autre en endurance) de la première édition du Championnat d'Inde de courses de camions (en), le championnat T1. Il renoue avec la victoire en 2015, pour le Castrol VECTON team, tous les poids lourds utilisés étant des Tata Prima.
Il apparaît lors d'un épisode de la série TV Top Gear en 2002, sur un camion essence lors d'une course entre personnels d'un aéroport, et l'un de ses véhicules sert lors d'un autre épisode durant la douzième saison.